# Frank Tarloff
Frank Tarloff est un scénariste et dramaturge américain né le 4 février 1916 dans le quartier de Brooklyn à New York (État de New York) et mort le 25 juin 1999 dans le quartier de Beverly Hills à Los Angeles (Californie).

## Biographie
Né à Brooklyn, Frank Tarloff déménage en Californie en 1942 et est embauché par Metro-Goldwyn-Mayer. À peu près à la même période, il adhère au Parti communiste, sans être un militant très zélé. En 1953, il est convoqué devant la Commission sur les activités antiaméricaines, mais il refuse de témoigner contre ses collègues. Il est alors mis sur liste noire et en quelques mois se retrouve sans travail,.
Il est alors obligé de prendre un pseudonyme, il essaye Erik Sheppard, mais sans grand succès, il change alors pour David Adler et, en tant que tel, trouve alors un agent pour le représenter ,.
Il déménage ensuite en Angleterre où il trouve rapidement du travail comme scénariste et ce n'est qu'en 1965 qu'il sera de nouveau vraiment réintégré à Hollywood, à l'occasion de l'Oscar qu'il reçoit pour le scénario de Grand méchant loup appelle.

## Théâtre
- 1942 : They Should Have Stood in Bed
- 1963 : The Heroine

## Filmographie

### Cinéma
- 1969 : Histoire d'un meurtre de Robert Sparr
- 1968 : Évasion sur commande de Jack Smight
- 1967 : Petit guide pour mari volage de Gene Kelly
- 1967 : La Griffe de Franklin J. Schaffner
- 1964 : Grand méchant loup appelle de Ralph Nelson
- 1951 : Symphonie en 6.35 de George Beck
- 1943 : Campus Rhythm de Arthur Dreifuss

### Télévision
- 1995 : Les Dessous de Palm Beach (1 épisode)
- 1987 : CBS Storybreak (1 épisode)
- 1978 : A Guide for the Married Woman (téléfilm)
- 1976 : The Practice (1 épisode)
- 1975 : The Jeffersons (2 épisodes)
- 1972 : Captain Newman, M.D. (téléfilm)
- 1971 : Shirley's World (7 épisodes)
- 1971 : Make Room for Granddaddy (1 épisode)
- 1970 : My World and Welcome to It (1 épisode)
- 1958-1962 : Make Room for Daddy (18 épisodes)
- 1960-1962 : The Andy Griffith Show (9 épisodes)
- 1961-1962 : The Dick Van Dyke Show (3 épisodes)
- 1958-1961 : The Real McCoys (en) (4 épisodes)
- 1960 : The Donna Reed Show (3 épisodes)
- 1960 : The Four Just Men (1 épisode)
- 1953 : I Married Joan (2 épisodes)

## Récompenses
- Oscars du cinéma 1965 : Oscar du meilleur scénario original pour Grand méchant loup appelle